# Barbis
Barbis (historisch: Berwes) is een deel van de gemeente Bad Lauterberg im Harz in het district Osterode am Harz in de Duitse deelstaat Nedersaksen. Barbis ligt aan de Uerdinger Linie, in het traditionele gebied van de Nederduitse dialect Oostfaals. Barbis ligt niet ver van de grens van Thüringen. Er wonen ongeveer 3000 mensen in Barbis, en het stadsdeel ligt zo'n 319 meter boven zeeniveau.
Een eerste vermelding van Barbis, toen nog als Berwes, dateert uit 1384, latere vermeldingen uit de 16e eeuw hebben het over Barwerße, Barwertß en Barbiße. Sommige onderzoekers leiden Barbis terug naar Berengoze/Bergoz, die al in 1260 een eerste vermelding kent.
Barbis is het begin- c.q. eindpunt van een grote weg die naar de E45 leidt, en heeft een eigen station, Bahnhof Bad Lauterberg-Barbis, aan de spoorlijn die ten zuiden van het Harz loopt. Het bergachtige centrum van de wijk is Oderfeld, dat vooral uit eengezinswoningen met ruime tuinen, straten en pleinen bestaat. Net buiten Oderfeld liggen een sport- en voetbalveld, een tennisbaan, een kleuterschool en de historische zagerij Blödhorn. Het zuidelijk deel, Altbarbis, wordt gedomineerd door weidse velden met meer alleenstaande huizen, hofjes, wat restaurants en de Sint-Pieterskerk. Aan de westkant richting Herzberg-Scharzfeld ligt het meer industriële gebied, waar veel midden- en kleinbedrijf is gevestigd.

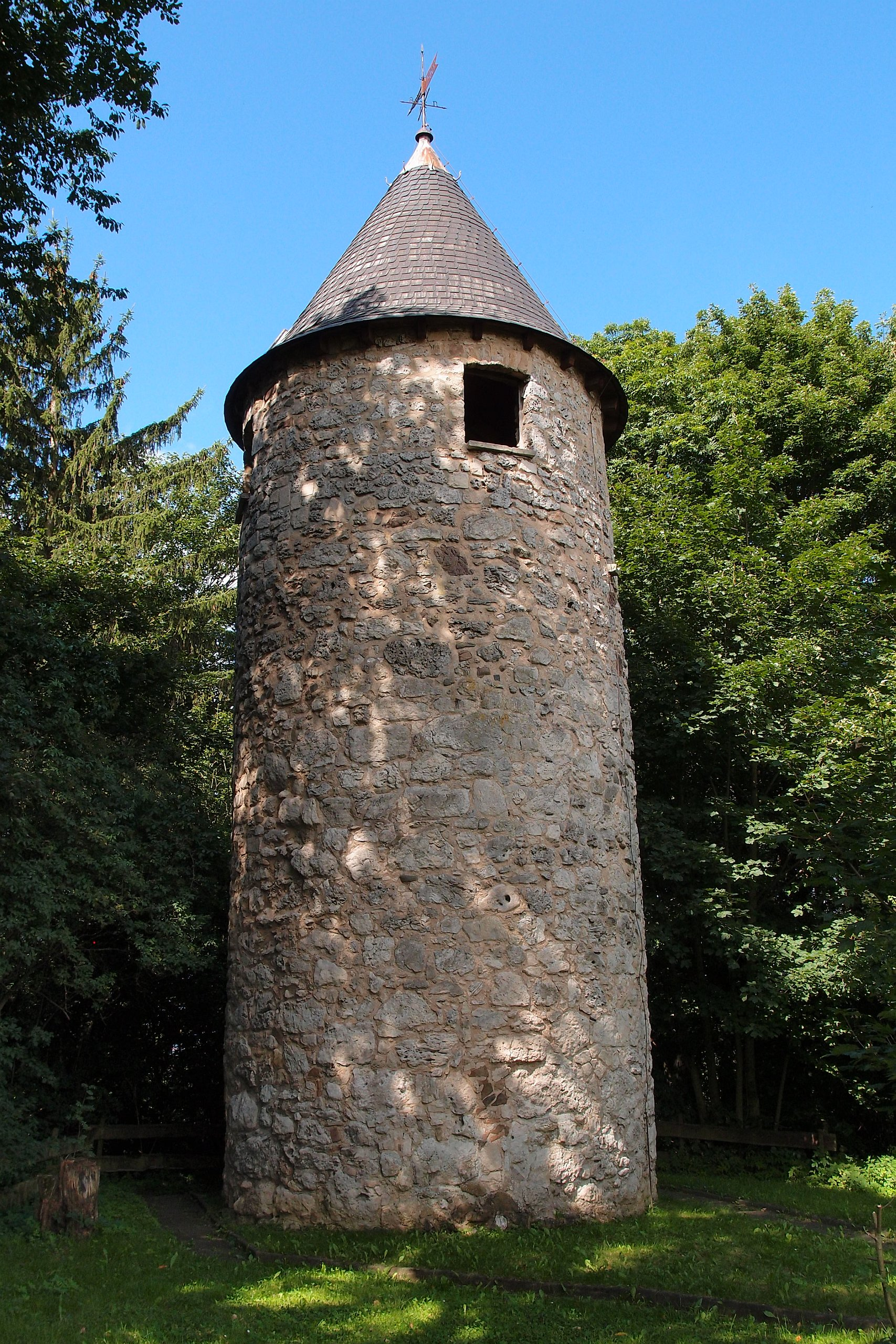
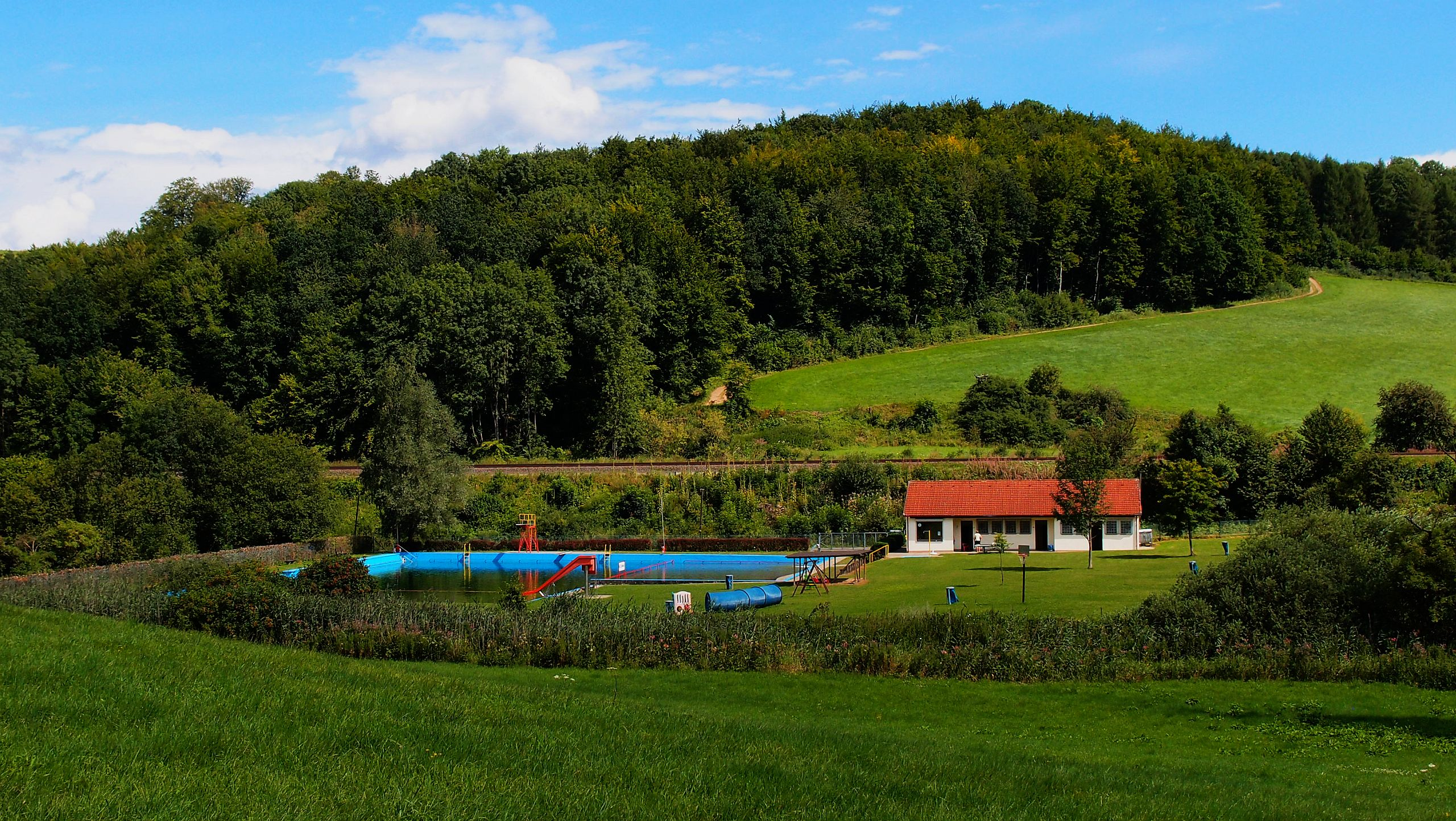
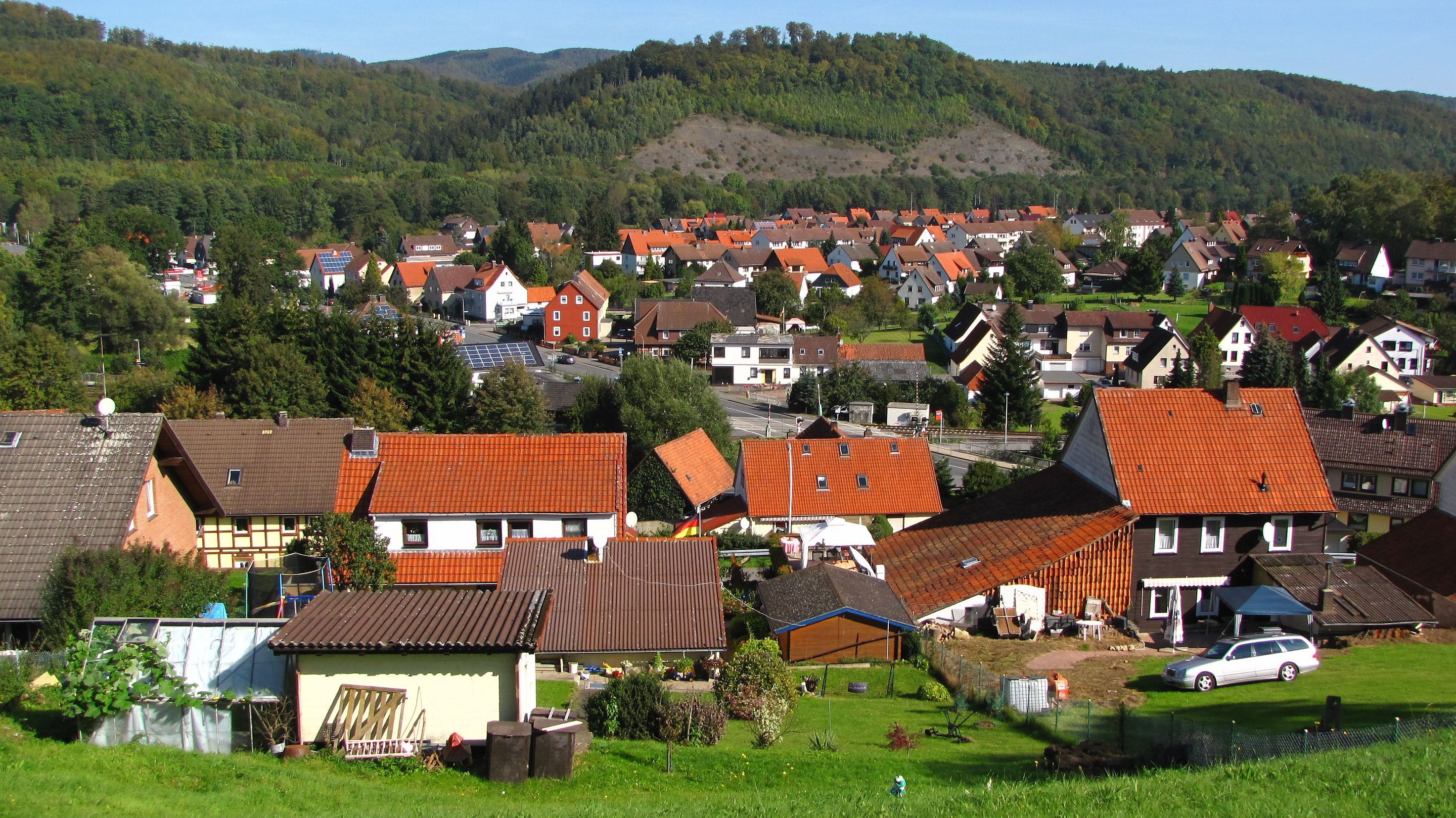